# Прохазка, Вацлав

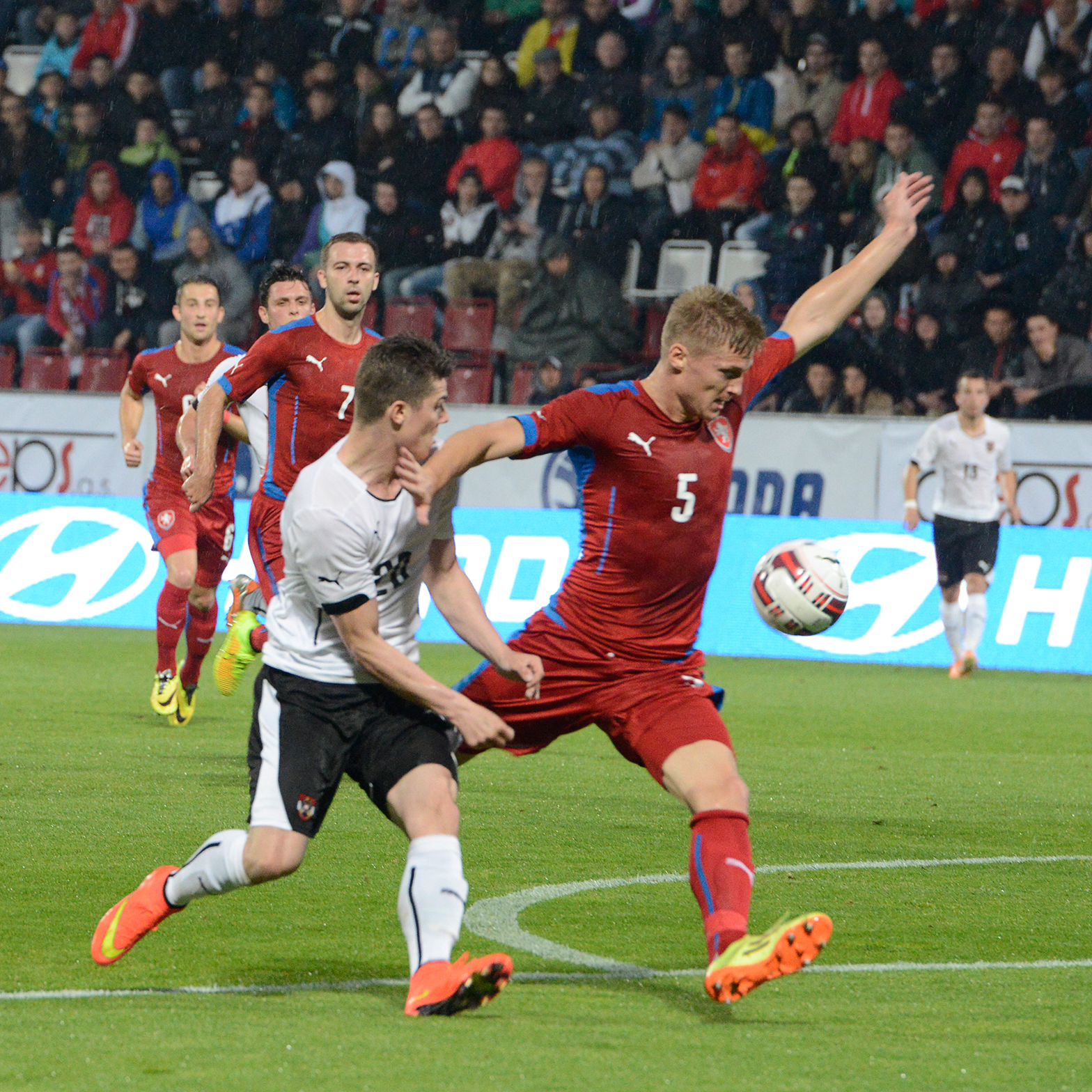
Вацлав Прохазка

Ва́цлав Про́хазка (чеш. Václav Procházka; род. 8 мая 1984 в Рокицани) — чешский футболист, защитник клуба «Тринити Злин» и сборной Чехии.

## Клубная карьера
Воспитанник пльзеньской «Виктории», с 2002 года начал играть за основной состав клуба. В 2005 году находился в аренде в клубе «Словацко», за который отыграл 8 матчей. Вернувшись из аренды, отыграл за «Викторию» ещё два года. В следующем, 2008 году Прохазка перешёл в клуб «Млада-Болеслав», за который сыграл 98 матчей и забил 9 мячей. В 2012 году вернулся в «Викторию», за которую ещё сыграл 105 матчей и забил 8 мячей.
В январе 2016 года перешёл в турецкий «Османлыспор», подписав с клубом контракт до лета 2018 года.

## Национальная сборная
С 2000 по 2006 год прошёл через все юношеские и молодёжные сборные, начиная со сборной Чехии (до 15 лет), заканчивая сборной Чехии (до 21 года). В 2003 году принимал участие в Чемпионате мира по футболу среди молодёжных команд до 20 лет в ОАЭ, где сборная заняла 4-е место в группе.
В конце мая 2013 года главный тренер сборной Чехии Михал Билек вызвал Прохазку в команду перед отборочным матчем с Италией. Матч закончился со счётом 0:0, но Вацлав так и не вышел на поле. Дебют в сборной состоялся 14 августа в Будапеште в товарищеском матче со сборной Венгрии, который закончился вничью 1:1.

## Достижения
Виктория Пльзень
- Чемпион Чехии (2): 2012/13, 2014/15
- Вице-чемпион Чехии: 2013/14

## Статистика выступлений за сборную
| Матчи за сборную Чехии | Матчи за сборную Чехии | Матчи за сборную Чехии | Матчи за сборную Чехии | Матчи за сборную Чехии | Матчи за сборную Чехии  | Матчи за сборную Чехии |
| ---------------------- | ---------------------- | ---------------------- | ---------------------- | ---------------------- | ----------------------- | ---------------------- |
| №                      | Дата                   | Оппонент               | Счёт                   | Голы                   | Соревнование            |                        |
| 1                      | 14 августа 2013        | Венгрия                | 1:1                    | -                      | Товарищеский матч       |                        |
| 2                      | 10 сентября 2013       | Италия                 | 1:2                    | -                      | Отборочный матч ЧМ-2014 |                        |
| 3                      | 21 мая 2014            | Финляндия              | 2:2                    | -                      | Товарищеский матч       |                        |
| 4                      | 3 июня 2014            | Австрия                | 1:2                    | -                      | Товарищеский матч       |                        |
| 5                      | 3 сентября 2014        | США                    | 0:1                    | -                      | Товарищеский матч       |                        |
| 6                      | 9 сентября 2014        | Нидерланды             | 2:1                    | -                      | Отборочный матч ЧЕ-2016 |                        |
| 7                      | 13 октября 2014        | Казахстан              | 4:2                    | -                      | Отборочный матч ЧЕ-2016 |                        |
| 8                      | 16 ноября 2014         | Исландия               | 2:1                    | -                      | Отборочный матч ЧЕ-2016 |                        |
| 9                      | 28 марта 2015          | Латвия                 | 1:1                    | -                      | Отборочный матч ЧЕ-2016 |                        |
| 10                     | 12 июня 2015           | Исландия               | 1:2                    | -                      | Отборочный матч ЧЕ-2016 |                        |
| 11                     | 3 сентября 2015        | Казахстан              | 2:1                    | -                      | Отборочный матч ЧЕ-2016 |                        |
| 12                     | 6 сентября 2015        | Латвия                 | 2:1                    | -                      | Отборочный матч ЧЕ-2016 |                        |
| 13                     | 10 октября 2015        | Турция                 | 0:2                    | -                      | Отборочный матч ЧЕ-2016 |                        |
| 14                     | 13 октября 2015        | Нидерланды             | 3:2                    | -                      | Отборочный матч ЧЕ-2016 |                        |
| 15                     | 17 ноября 2015         | Польша                 | 1:3                    | -                      | Товарищеский матч       |                        |